# Peter Anton Schleisner
Peter Anton Schleisner, född 15 juni 1818 i Kongens Lyngby, död 26 februari 1900 i Köpenhamn, var en dansk läkare. Han var bror till Christian Andreas Schleisner.
Schleisner avlade medicinsk examen 1842, blev förste underläkare vid Almindelig Hospital, skrev en monografi om barnsängsfebern (1846) och sändes 1847 till Island för att undersöka en trismusepidemi, som rasade bland nyfödda barn. Han lyckades att ge anvisningar, så att epidemin avtog, och han konstaterade samtidigt olika nosografiska förhållanden på Island, till exempel leversjukans avhängighet av echinokockerna. Dessa och andra förhållanden behandlade han i sin doktorsavhandling Forsøg til en Nosografi af Island (1849), den första, som skrevs på danska, tysk översättning, Slesvig 1855), och han kom därvid in på offentlig hygien, som han studerade i England och Frankrike 1849–1851, tills han 1851 blev distriktsläkare i Köpenhamn och var 1853–1864 medicinalinspektör i Slesvig. Fördriven av kriget var han stadsläkare i Köpenhamn 1865–1886 och invaldes i Sundhedskollegiet 1872. 
Mycket anmärkningsvärt är, att Schleisner var en ivrig förkämpe för kontagionismen, vid en tidpunkt, då man annars höll på miasmateorin som orsak till de epidemiska sjukdomarna. Detta kom fram under koleraepidemin 1853, och hans skrift Koleraens Optræden i Danmark, som han framlade på kolerakonferensen i Wien 1874, fick största uppmärksamhet och fick betydelse, även länge efter att hans teorier var erkända i utlandet. Han bekämpade även Carl Emil Fengers plan på att utrota sårinfektionerna genom att inrätta "blandade" avdelningar, och han tog konsekvenserna av sina ståndpunkter genom att inrätta epidemisjukhusen Øresunds- och Blegdamshospitalet. Han ordnade även medicinalstatistiken och sörjde för bättre tillgång till vaccination.